# Avro York
De  Avro York is een Brits transportvliegtuig dat gebouwd werd door Avro. Het eerste prototype vloog op 5 juli 1942. Om de productie te bespoedigen werd gebruik gemaakt van de vleugels, motoren, landingsgestel en de staartsectie van de Avro Lancaster. De eerste twee prototypes hadden dubbele staartvinnen, daarna werd het toestel uitgerust met drie staartvinnen. Het derde prototype, de Ascalon, vervoerde Winston Churchill van en naar zijn conferentielocaties.
De Avro York werd aanvankelijk in kleine hoeveelheden gebouwd omdat de productie van de Avro Lancaster voorrang kreeg. In totaal werden 257 exemplaren van de Avro York geproduceerd, waaronder vier prototypes. Het toestel werd ingezet bij de Royal Air Force, BOAC, British South American Airways, FAMA en Skyways. Het toestel werd  veelvuldig ingezet tijdens de blokkade van Berlijn.